# Rava-Ruska
Rava-Ruska (em ucraniano:  Рава-Руська, Rava-Rus'ka; em polonês/polaco:  Rawa Ruska; em iídiche:  ראווע, Rave) é uma cidade da Ucrânia, situada no Oblast de Leópolis. Tem 8,5 km² de área e sua população em 2020 foi estimada em 8.641 habitantes.